# Élections sénatoriales de 2014 en Dordogne
Les élections sénatoriales de 2014 en Dordogne ont lieu le dimanche 28 septembre 2014. Elles ont pour but d'élire les deux sénateurs représentant le département au Sénat pour un mandat de six années.

## Contexte départemental
Lors des élections sénatoriales du 21 septembre 2008 en Dordogne, deux sénateurs ont été élus au scrutin majoritaire : Bernard Cazeau, élu dès le 1er tour et Claude Bérit-Débat au 2d tour. Tous deux sont issus du PS.  
Depuis 2008, le collège électoral, constitué des grands électeurs que sont les sénateurs sortants, les députés, les conseillers régionaux, les conseillers généraux et les délégués des conseils municipaux, a été largement renouvelé par des élections législatives de 2012 à l'issue desquelles les Verts ont gagné la seule des quatre circonscriptions du département qui n'était pas aux mains du PS, les élections régionales de 2010 qui ont conforté la majorité de gauche au conseil régional d'Aquitaine, les élections cantonales de 2011 qui ont renforcé la déjà très large majorité de gauche au sein de l'assemblée départementale, et surtout les élections municipales de 2014 qui ont vu un net recul de la gauche qui perd notamment les deux principales communes du département Périgueux et Bergerac mais également, parmi les communes de plus de 2 000 habitants, Saint-Astier, Ribérac, Mussidan, Le Bugue ou Le Buisson-de-Cadouin tandis que ses gains se limitent aux communes de Nontron et Thiviers.
Cependant, il est noter qu'en Dordogne, les grands-électeurs issus des communes de moins de 1 500 habitants représentent plus de 60 % du corps électoral et qu'il convient donc de rester prudent en analysant les résultats des municipales dans les principales communes du département.

## Rappel des résultats de 2008
| Candidat et parti politique | Candidat et parti politique | Candidat et parti politique | Premier tour | Premier tour | Second tour | Second tour |
| Candidat et parti politique | Candidat et parti politique | Candidat et parti politique | Voix         | %            | Voix        | %           |
| --------------------------- | --------------------------- | --------------------------- | ------------ | ------------ | ----------- | ----------- |
|                             | Bernard Cazeau              | PS                          | 713          | 55,53        |             |             |
|                             | Claude Bérit-Débat          | PS                          | 580          | 45,17        | 716         | 55,72       |
|                             | Dominique Mortemousque      | UMP                         | 511          | 39,80        | 569         | 44,28       |
|                             | Jacques Auzou               | PCF                         | 245          | 19,08        |             |             |
|                             | Isabelle Conte              | PCF                         | 91           | 7,09         |             |             |
|                             | Bérénice Vincent            | Verts                       | 32           | 2,49         |             |             |
|                             | Michel Evrard               | Verts                       | 31           | 2,41         |             |             |
|                             | Antoine Peyret-Lacombe      | FN                          | 23           | 1,79         |             |             |
|                             |                             |                             |              |              |             |             |
| Inscrits                    | Inscrits                    | Inscrits                    | 1 314        | 100,00       | 1 314       | 100,00      |
| Abstentions                 | Abstentions                 | Abstentions                 | 11           | 0,84         | 6           | 0,46        |
| Votants                     | Votants                     | Votants                     | 1 303        | 99,16        | 1 308       | 99,54       |
| Blancs et nuls              | Blancs et nuls              | Blancs et nuls              | 19           | 1,46         | 23          | 1,76        |
| Exprimés                    | Exprimés                    | Exprimés                    | 1 284        | 98,54        | 1 285       | 98,24       |

## Sénateurs sortants
| Sénateur | Sénateur           | Parti | Fonctions lors de l'élection en 2008           |
| -------- | ------------------ | ----- | ---------------------------------------------- |
|          | Bernard Cazeau     | PS    | Sénateur sortant, président du conseil général |
|          | Claude Bérit-Débat | PS    | Maire de Chancelade                            |

## Collège électoral
En application des règles applicables pour les élections sénatoriales françaises, le collège électoral appelé à élire les sénateurs de la Dordogne en 2014 se compose de la manière suivante :
| Délégués des communes |                        |                       |                       |          |                     |
| | Conseillers municipaux | Délégués / commune    | Communes concernées   | Délégués | % collège électoral |
| Délégués des communes de moins de 9 000 habitants                                                                                                 |                        |                       |                       |          |                     |
| - communes de < 100 habitants | 7                      | 1                     | 39                    | 39       | 2,91 %              |
| - communes de < 500 habitants | 11                     | 1                     | 315                   | 315      | 23,49 %             |
| - communes de < 1500 habitants | 15                     | 3                     | 150                   | 450      | 33,56 %             |
| - communes de < 2 500 habitants | 19                     | 5                     | 22                    | 110      | 8,20 %              |
| - communes de < 3 500 habitants | 23                     | 7                     | 11                    | 77       | 5,74 %              |
| - communes de < 5 000 habitants | 27                     | 15                    | 4                     | 60       | 4,47 %              |
| - communes de < 9 000 habitants | 29                     | 15                    | 6                     | 90       | 6,71 %              |
| Délégués des communes de 9 000 à 29 999 habitants                                                                                                 |                        |                       |                       |          |                     |
| - communes de < 10 000 habitants | 29                     | 29                    | 1                     | 29       | 2,16 %              |
| - communes de < 20 000 habitants | 33                     | 33                    | 0                     | 0        | 0,00%               |
| - communes de < 30 000 habitants | 35                     | 35                    | 2                     | 70       | 5,22 %              |
| Délégués des communes bénéficiant des dispositions particulières pour les communes fusionnées                                                     |                        |                       |                       |          |                     |
| La Roche-Chalais, Le Buisson-de-Cadouin, Belvès, Mauzac-et-Grand-Castang, Les Eyzies-de-Tayac-Sireuil, Castelnaud-la-Chapelle, Sainte-Sabine-Born |                        |                       | 7                     | 32       | 2,39 %              |
| Délégués des communes | Délégués des communes  | Délégués des communes | Délégués des communes | 1 272    | 94,85 %             |
| Conseillers généraux | Conseillers généraux   | Conseillers généraux  | Conseillers généraux  | 50       | 3,73 %              |
| Conseillers régionaux | Conseillers régionaux  | Conseillers régionaux | Conseillers régionaux | 13       | 0,97 %              |
| Députés | Députés                | Députés               | Députés               | 4        | 0,30 %              |
| Sénateurs | Sénateurs              | Sénateurs             | Sénateurs             | 2        | 0,15 %              |
| Total | Total                  | Total                 | Total                 | 1 341    | 100,00 %            |

1. ↑  Dans les communes de moins de 9 000 habitants, le conseil municipal élit en son sein des délégués dont le nombre dépend de la taille de la commune.
2. ↑  Dans les communes de 9 000 à 29 999 habitants, tous les conseillers municipaux sont délégués. Il n'y a pas de délégué supplémentaire.
3. ↑  « Dans le cas où le conseil municipal est constitué par application des articles L. 2113-6 et L. 2113-7 du code général des collectivités territoriales relatif aux fusions de communes dans leur rédaction antérieure à la loi no 2010-1563 du 16 décembre 2010 de réforme des collectivités territoriales, le nombre de délégués est égal à celui auquel les anciennes communes auraient eu droit avant la fusion. » (Code électoral, article L284).

## Présentation des candidats
Les nouveaux représentants sont élus pour une législature de 6 ans au suffrage universel indirect par les grands électeurs du département. En Dordogne, les deux sénateurs sont élus au scrutin majoritaire à deux tours. Ils sont 9 candidats dans le département, chacun avec un suppléant.
| N°  | Candidats | Candidats               | Parti | Principales fonctions                          |
| --- | --------- | ----------------------- | ----- | ---------------------------------------------- |
| T01 |           | Jean-Jacques de Peretti | UMP   | Maire de Sarlat                                |
| S01 |           | Isabelle Hyvoz          | UMP   |                                                |
| T02 |           | François Roussel        | UMP   | Maire de Neuvic                                |
| S02 |           | Josie Bayle             | UMP   |                                                |
| T03 |           | Robert Dubois           | FN    |                                                |
| S03 |           | Karine Proust           | FN    |                                                |
| T04 |           | Bernard Cazeau          | PS    | Sénateur sortant, président du conseil général |
| S04 |           | Cécile Labarthe         | PS    |                                                |
| T05 |           | Claude Bérit-Débat      | PS    | Sénateur sortant                               |
| S05 |           | Annick Carot            | PS    |                                                |
| T06 |           | Armand Zaccaron         | PCF   | Maire de La Force                              |
| S06 |           | Nathalie Fabre          | PCF   |                                                |
| T07 |           | Liliane Gonthier        | PCF   |                                                |
| S07 |           | Vianney Le Vacon        | PCF   |                                                |
| T08 |           | Nadège Tricard          | EELV  |                                                |
| S08 |           | Gaëtan Brizard          | EELV  |                                                |
| T09 |           | Francis Cortez          | EELV  |                                                |
| S09 |           | Nathalie Paul           | EELV  |                                                |

## Résultats
| Candidat et parti politique | Candidat et parti politique | Candidat et parti politique | Premier tour | Premier tour | Second tour | Second tour |
| Candidat et parti politique | Candidat et parti politique | Candidat et parti politique | Voix         | %            | Voix        | %           |
| --------------------------- | --------------------------- | --------------------------- | ------------ | ------------ | ----------- | ----------- |
|                             | Claude Bérit-Débat          | PS                          | 616          | 47,24        | 713         | 55,57       |
|                             | Bernard Cazeau              | PS                          | 593          | 45,48        | 712         | 55,49       |
|                             | François Roussel            | UMP                         | 507          | 38,88        | 538         | 41,93       |
|                             | Jean-Jacques de Peretti     | UMP                         | 486          | 37,27        | 521         | 40,61       |
|                             | Armand Zaccaron             | PCF                         | 138          | 10,58        |             |             |
|                             | Liliane Gonthier            | PCF                         | 121          | 9,28         |             |             |
|                             | Nadège Tricard              | EELV                        | 47           | 3,60         |             |             |
|                             | Francis Cortez              | EELV                        | 34           | 2,61         |             |             |
|                             | Robert Dubois               | FN                          | 27           | 2,07         | 21          | 1,64        |
|                             |                             |                             |              |              |             |             |
| Inscrits                    | Inscrits                    | Inscrits                    | 1 339        | 100,00       | 1 339       | 100,00      |
| Abstentions                 | Abstentions                 | Abstentions                 | 11           | 0,82         | 9           | 0,67        |
| Votants                     | Votants                     | Votants                     | 1 328        | 99,18        | 1 330       | 99,33       |
| Blancs                      | Blancs                      | Blancs                      | 7            | 0,53         | 22          | 1,65        |
| Nuls                        | Nuls                        | Nuls                        | 17           | 1,28         | 25          | 1,88        |
| Exprimés                    | Exprimés                    | Exprimés                    | 1 304        | 98,19        | 1 283       | 96,47       |